# Waco Jesus
Waco Jesus es un grupo de death metal que fue formado en Illinois, Estados Unidos en 1994.
Esta banda fue formada por el guitarrista Kevin Menssen; Han sido objeto de crítica gracias a sus letras explícitas, Ya que se refieren a temas como la pornografía, la violencia sexual, la coprofagía y la coprofilia. Ha sido uno de los grupos característicos dentro de la categoría del subgénero del death metal. Se le ha criticado por sus líricas además también por su sonido áspero y grotesco adicinando a esto las imágenes visuales de sus álbumes que son algunas de ellas netamente escatológicas. Un ejemplo claro es el álbum de "Filth" donde se muestra una clara imagen de un recto inflamado y exteriorizado con muestras de infección, imagen que demuestra la forma que la banda aborda temas como las perversiones y el morbo. 
Este grupo ha tenido un sinfín de seguidores sobre todo en el estado de Illinois, donde inclusive se rumora lo han tenido como objeto de adoración ofreciéndoles ritos satánicos (cosa que es más un mito pues ellos en ninguno de sus temas tratan sobre Satanás o artes ocultas) a favor de esta banda; también han tenido grandes críticas por agitar a la violencia y la forma monstrosa de expresarlo en sus canciones.
Waco Jesus ahora es muy conocido mundialmente por los seguidores del Grindcore, ha participado en festivales tan importantes como el “Fuck The Comerce” en Alemania, tienen un DVD junto a Lividity otro gran exponente de este subgénero; Waco Jesus se mantiene fiel a sus principios musicales cosa que otras bandas no han podido conseguir. 

## Miembros actuales
John Baker - Drums 
Shane Bottens - Vocals 
Bruce Duncan - Bass 
Kevin Menssen - Guitar
Juan Sánchez - Guitar

## Miembros anteriores
Nick Null - Drums (Lividity) (R.I.P. 7-23-2000)
Chris Sweborg - Guitar

## Influencias
Waco Jesus no especifica ninguna influencia directa de algún grupo en especial, ya que ellos son unos de los mayores exponentes y precursores de este subgénero; sin embargo se podría deducir por la época de su formación que estaba influenciado por las bandas de Grindcore que existieron antes de la formación de W.J. y las bandas clásicas del Death Metal. En su myspace se puede ver que ellos se autodenominan como su mayor influencia. 

## Discografía
- The Destruction Of Comercial Scum (2000)
- Filth (2003)
- Receptive When Beaten (2006)
- Sex Drugs And Deathmetal (2009)
- Mayhem Doctrine (2013)

- Datos: Q1262420